# Valor nominal
Valor nominal, em finanças e contabilidade, se refere ao valor de face, ou valor declarado, de um ativo. Disso vem as expressões "ao par", "abaixo do par" e "acima do par". O valor nominal é normalmente utilizado para comparação de moedas estrangeiras com uma moeda nacional. Este valor difere essencialmente de seu valor real por não considerar a evolução dos preços na economia (a inflação). Sendo assim o valor nominal é seu valor facial, e não é o valor necessariamente pago ou recebido pelo título.

## Abaixo do par, acima do par e ao par
Quando um ativo tem seu valor menor que o valor nominal, diz-se que ele está abaixo do par. No caso de ações, elas podem ser negociadas abaixo do par quando a emissão das mesmas está acompanhada de incorporações de reservas. Quando a cotação do ativo está acima de seu valor nominal diz-se que ele está acima do par. Neste caso, o adquirente do título paga a mais pelo ativo, considerando seu valor real. Quando o valor de um ativo está igual ao seu valor nominal, diz-se que ele está ao par.

## Valor nominal de ações
No mercado de ações a precificação de ativos geralmente se dá pelo uso de expressões que têm o mesmo significado dos três possíveis estados anteriormente mencionados (acima do par, abaixo do par e ao par). Neste caso, o valor nominal de uma empresa é o valor convencionado para cada ação no momento de sua emissão (por exemplo, em IPOs). O mercado de ações tenta constantemente balancear o preço dos ativos com a realidade (o que causa a volatilidade da bolsa de valores).
Diz-se, por exemplo, que uma ação "está cara" quando seu valor nominal está acima de seu valor real e quando as projeções para o futuro da empresa não são favoráveis. O contrário também ocorre: uma ação "está barata" quando seu valor nominal está abaixo de seu valor real e quando as projeções são favoráveis para o negócio. Em ambos os casos o mercado considera a expectativa de realização de lucros no futuro, seja pela venda do ativo num valor superior ao da compra ou pela ou pelo acúmulo de juros sobre capital próprio e dividendos ao longo de um período de tempo. Quando uma ação "está cara" a expectativa do mercado é que a ação se desvalorize ou que os lucros da empresa não sejam consistentes ou até diminuam (projeção futura negativa). O inverso ocorre para a ação que "está barata".

## Títulos de dívida (bonds)
A venda de um título de dívida é precificado a 100% do valor de face do ativo. Ou seja: o valor que está impresso no ativo. Um título de dez mil dólares é precificado a exatamente dez mil dólares. O par pode, no entanto, se referir ao valor final do título no vencimento.
No Brasil os títulos públicos são emitidos pelo Tesouro Nacional, oferecendo aos investidores, por meio do Tesouro Direto, títulos da dívida pública federal com prazos e condições de resgate distintos (pré-fixados, pós-fixados) de acordo com a taxa básica de juros ou índices oficiais de inflação.

## Moeda
O termo "ao par" é também usado quando duas moedas são trocadas por um valor nominal idêntico. Em 1964, Trinidade e Tobago trocou sua moeda oficial, do British West Indies dollar (BWI$) para o Trinidad and Tobago dollar (TT$). Na ocasião ambas as moedas foram trocadas "ao par", o que significa que 1 BWI$ equivalia a exatamente 1 TT$. Assim, o banco central de Trinidad e Tobago substituiu cada dólar de BWI por um dólar de TT.
No caso de uma nova emissão em que o preço pago é acima do valor nominal, a diferença tem o nome de prémio de emissão (em português europeu) ou ágio. Quando o preço é abaixo do valor nominal, a diferença chama-se desconto de emissão.
O seu valor nominal de um título pode ser alterado. Quando alterado, sua cotação pode baixar até o valor nominal, encontrar-se ao par ou subir acima do par.
Em renda fixa, como nos títulos de dívidas governamentais, o valor real consiste no valor nominal acrescido dos encargos que incidem sob o valor nominal, diferença essa ímpar na análise do instituto. 